# Tantilla jani
Tantilla jani (багатоніжкова змія Яна) — вид змій родини полозових (Colubridae). Ендемік Гватемали. Вид названий на честь італійського зоолога Георга Яна.

## Поширення і екологія
Багатоніжкові змії Яна мешкають в горах Сьєрра-Мадре-де-Чіапас на заході Гватемали. Вони живуть у вологих тропічних лісах, серед опалого листя, трапляються на плантаціях. Зустрічаються на висоті від 305 до 960 м над рівнем моря.

## Збереження
МСОП класифікує цей вид як вразливий. Tantilla jani загрожує знищення природного середовища.